# Путешествие времени
«Путешествие времени» (англ. Voyage of Time) — американский документальный фильм режиссёра Терренса Малика. Мировая премьера ленты состоялась 7 сентября 2016 года на Венецианском кинофестивале. Фильм рассказывает о Вселенной — от её рождения до разрушения. Фильм вышел в двух версиях с разными названиями: 40-минутный Voyage of Time: The IMAX Experience для кинотеатров IMAX и 90-минутный Voyage of Time: Life’s Journey для обычных. Российская версия фильма вышла в прокат 30 марта 2017 года.

## Озвучка
- Брэд Питт — рассказчик (IMAX-версия)
- Кейт Бланшетт — рассказчик (35-мм полнометражная версия)
- Константин Хабенский — рассказчик (версия для российского проката)

## Производство
Первые шаги производства фильма были осуществлены в конце 1970-х годов, когда Терренс Малик разрабатывал проект под названием «Q» для компании Paramount, который рассказывал о происхождении жизни на Земле.
Главным научным советником фильма являлся Эндрю Нолл.

## Признание
| Награды и номинации фильма «Путешествие времени» | Награды и номинации фильма «Путешествие времени» | Награды и номинации фильма «Путешествие времени» | Награды и номинации фильма «Путешествие времени» | Награды и номинации фильма «Путешествие времени» | Награды и номинации фильма «Путешествие времени» |
| Год                                              | Кинопремия / Кинофестиваль                       | Категория / Награда                              | Номинант                                         | Результат                                        |                                                  |
| ------------------------------------------------ | ------------------------------------------------ | ------------------------------------------------ | ------------------------------------------------ | ------------------------------------------------ | ------------------------------------------------ |
| 2016                                             | Венецианский кинофестиваль                       | «Золотой лев» за лучший фильм                    | «Путешествие времени»                            | Номинация                                        |                                                  |

## Отзывы
Фильм для IMAX был встречен критиками благосклонно, в то время как полнометражная версия получила противоречивые рецензии: 92 % на Rotten Tomatoes у 40-минутной версии и 62 % — у полуторачасовой.

## Ссылка
- «Путешествие во времени» (англ.) на сайте Internet Movie Database(англ.)
- «Voyage of Time: Life’s Journey» (англ.) на сайте Rotten Tomatoes
- «Voyage of Time: The IMAX Experience» (англ.) на сайте Rotten Tomatoes